# Зьміцер Вайцюшкевіч
Зьміцер Вайцюшкевіч (біл. Зьміцер Вайцюшкевіч) *20 липня 1971, Березовка) — білоруський музикант і співак. Засновник і фронтмен гурту WZ-Orkiestra; колишній учасник гуртів Палац та KRIWI.

## Біографія
Народився у місті Березовка, Лідського району Гродненської області. З 1978 по 1986 рік навчався у спеціалізованій школі з поглибленим вивченням англійської мови, по її закінченні, в 1986 році вступив до музичної школи в місті Ліда, яку закінчив по класу кларнета в 1990 році з відзнакою. Після закінчення музичної школи, Вайцюшкевіч вирішив продовжити музичну освіту і в тому ж році вступив до Інституту Культури, де до 1995 року вивчав кларнет. З 1993 по 1995 рік вчився вокальній майстерності в мінському училищі імені Глінки.

## Творчість
1992 — Зьміцер стає учасником знаменитого білоруського гурту «Палац». Цей колектив виконує рок-музику, яка замішана на традиційномубілоруському фольку. Зьміцер Вайцюшкевіч був одним з ключових учасників колективу, його музичні погляди повністю поділяв лідер колективу Олег Хоменко. З «Палацом» Вайцюшкевіч записує такі дуже успішні альбоми, як «Палац» (1995) і «Доріжка» (1997), проте в 1998 році він все-таки приймає рішення залишити гурт. Наступним його пристанищем стає гурт «KRIWI», з яким дослідження в області національного фольку тривають до 2001 року.
1997 — спільний музичний проєкт «Народны Альбом», у записі якого взяли участь найкращі білоруські виконавці й музиканти. Збором і обробкою текстів займався рок-поет Михайло Анемпадістов. Для проєкту Вайцюшкевіч виконав «аргентинське танго» і підіграв на флейті і клярнеті.
2000 — спільний музичний проєкт «Я народився тут». Автором ідеї виступив Алесь Суша. Він запропонував музикантам переробити чи розробити білоруські військові пісні, гімни і марші часів БНР, «партизанщини», радянських часів і емігрантського оточення. Ідея трансформувалася від воїнства до своєрідного гобелену життя білорусів від 1918 року і до наших часів. Були опрацьовані твори на вірші Я. Купали, Н. Алєксєєвої, Л. Геніюш та інших. Вайцюшкевіч співав, а також грав на клавішах, Джамбі, мандоліні, кларнеті і сопілці. Трек «Я народився тут» став культовим. Його музиканти виконували двома мовами разом з гуртом «Louise Attaque» під час спільного мінського концерту.
2001 — Вайцюшкевіч заснував гурт «WZ-Orkiestra» (Схід-Захід Оркестр), з яким записав величезну кількість хітів. З цього моменту Зьміцер Вайцюшкевіч, пісні якого вже цікавлять багато слухачів, починає один за іншим записувати успішні альбоми. Перший альбом «WZ-Orkiestra» має назву «Іграшкова лавка» (біл. Цацачная крама). В цьому ж році Зьміцер отримує низку нагород, таких зокрема, як премія «Рок-коронація–2001» в категорії традиції і сучасність.
Гурт виконує музику в стилі world music, ретро, міський шансон, рок, авторська пісня, співпрацює з відомими білоруськими та іноземними поетами. Лауреат фестивалю EBU (European broadcasting Union, Ферде, 2003) в Норвегії. Гурт виступав у Польщі, Україні, Німеччині, Швеції, Франції, Італії, Росії, Словенії, Казахстані, Естонії, Литві, Латвії. У Білорусі WZ-Orkiestra грають до п'ятдесяти концертів щорічно.
2002 — білоруський триб'ют гурту «Depeche Mode» «Personal Depeche». Для проєкту Тодор зробив кавер на пісню DM «I want you now».
WZ-Orkiestra багато співпрацює з польськими музикантами — «Todar & Czeremszyna», «Todar & Kvartet YORGI», «WZ-Orkiestra & Verhovyna».
Якщо в "Палаці" і "KRIWI" Зьміцер в основному працював з фолк-матеріалом, то в рамках сольної кар'єри він записав лише один фолк-альбом ("Балади", 2002). Більшість його дисків (з "WZ-Orkiestra") являє собою цикли пісень, написаних Зьмітром на вірші відомих (переважно білоруських) поетів: Леоніда Дранько-Майсюк (на вірші для дітей - "Цацачная Крама", 2001), Алеся Камоцкого ("Паравіны году", 2003 - з цим диском до Дмитра прийшов сольний успіх), Ригора Бородуліна ("ПАРАВОЗ каханьня", 2004), Володимира Маяковського ("MW", 2005), Володимира Некляєва ("Танга з ружай", 2006), Геннадія Буравкіна ("Liryka", 2007).
У лютому 2008 року Тодор дав кілька концертів разом з місцевим гуртом Dreydel в Японії.
У 2009 році за участю Ганни Хитрик, Яна Маузера, Світлани Бенька, Євгенії Летун, Алеся Зайцева, Анастасії Некрасової, Сергія Трухоновича, Галини Казимирової та інших записав і видав спільний музичний проєкт «Мій друг ангел» (біл. Мой сябра анёлак).
У 2010 році вийшла книга «Білоруське слово від співу» у видавництві «Кнігосбор». Про Вайцюшкевіча зокрема й білоруську музику взагалі міркують політик Олександр Мілінкевич, народний поет Ригор Бородулін, поет Геннадій Буравкін, художник Алесь Пушкін, бард Алесь Камоцкій, рок-співак Лявон Вольський та інші.
На сьогоднішній день Зьміцер Вайцюшкевіч має велику кількість різних музичних нагород, регулярно бере участь в різних фолькових проєктах, разом з іншими своїми колегами.

## Особисте життя
Одружений з Галиною Казимировською (біл. Галіна Казіміроўская), диригентом Concordia Chor. Мають сина Йосифа і дочку Стефанію.

## Дискографія

### У складі Палацу
- «Палац» (1995)
- «Дарожка» (1997)

### У складі KRIWI
- «Hej-Loli» (1997)
- «За туманам...» (1998)
- «Людзям (наживо)» (1999)

### WZ-Orkiestra
- «Цацачная крама» (2001)
- «Балады» (2002)
- «Паравіны году» (2003)
- «Паравоз каханьня» (2004)
- «MW[be-x-old]» (2005)
- «Месяц і сонца» (2005)
- «Танга з ружай» (2006)
- «Калыханкі» (2007)
- «Liryka[be-x-old]» (2007)
- Тое, што трэба (2008)
- Мой сябра анёлак (2009)
- Чара (2011)
- Ваячак (2012)
- Варанок (2013)
- Наша песня (2015)
- Камета (2016)
- У Нашых Снах (2017)
- Люблю (2018)
- Зорка Дзіва (2019)
- На Каляды[be] (2020)
- Вясёлка над плёсам[be] (2021)

### Спільні проєкти
- «Народны Альбом[be]» (1997)
- «Я нарадзіўся тут» (2000)
- «Сьвяты вечар» (2000)
- «Personal Depeche[be-x-old]» (2002)
- «Бывайце здаровы. Bella Ciao» (2004)
- «Скрыпка дрыгвы» (невиданий)
- «Прэм'ер Тузін 2005» (2005)
- «Прэм'ер Тузін 2006» (2006)
- «Мой сябра анёлак» (2009)
- Czeremszyna Todar - Што на сэрцы (2011)